# Mézy-Moulins
Mézy-Moulins ist eine französische Gemeinde mit 551 Einwohnern (Stand: 1. Januar 2022) im Département Aisne in der Region Hauts-de-France (frühere Region: Picardie). Sie gehört zum Arrondissement Château-Thierry und zum Kanton Essômes-sur-Marne.

## Geographie
Die Gemeinde Mézy-Moulins in der Landschaft Omois liegt rund zehn Kilometer östlich von Château-Thierry am Südufer der Marne. Mézy hat einen Güterbahnhof an der Eisenbahnstrecke von Château-Thierry nach Dormans und weiter nach Épernay und den Abzweig der stillgelegten Bahnstrecke über Condé-en-Brie nach Montmirail (Marne) und liegt an der Départementsstraße D4, die auf einer Brücke die Marne überquert. Das Weinbau treibende Moulins liegt östlich des Flüsschens Surmelin, das hier in die Marne mündet, an der Départementsstraße D1003. Jenseits der Marne grenzt die Gemeinde an Chartèves und Mont-Saint-Père, im Süden grenzt die Gemeinde an Crézancy, im Südwesten an Fossoy.

## Bevölkerungsentwicklung
| Jahr                       | 1962 | 1968 | 1975 | 1982 | 1990 | 1999 | 2006 | 2015 | 2022 |
| Einwohner                  | 320  | 325  | 327  | 318  | 370  | 461  | 500  | 526  | 551  |
| Quellen: Cassini und INSEE |      |      |      |      |      |      |      |      |      |

## Sehenswürdigkeiten
- gotische Mariä-Geburt-Kirche (Église de la Nativité-de-la-Sainte-Vierge), seit 1862 als Monument historique klassifiziert (Mérimée PA00115813)
- Steinkreuz auf dem Friedhof, seit 1906 als Monument historique klassifiziert (Mérimée PA00115812)
- Wetzrillen von Mézy-Moulins (Polissoir) aus dem Neolithikum
- Mühle Babet, jetzt Hotel
- zwei Lavoirs

Siehe auch: Liste der Monuments historiques in Mézy-Moulins

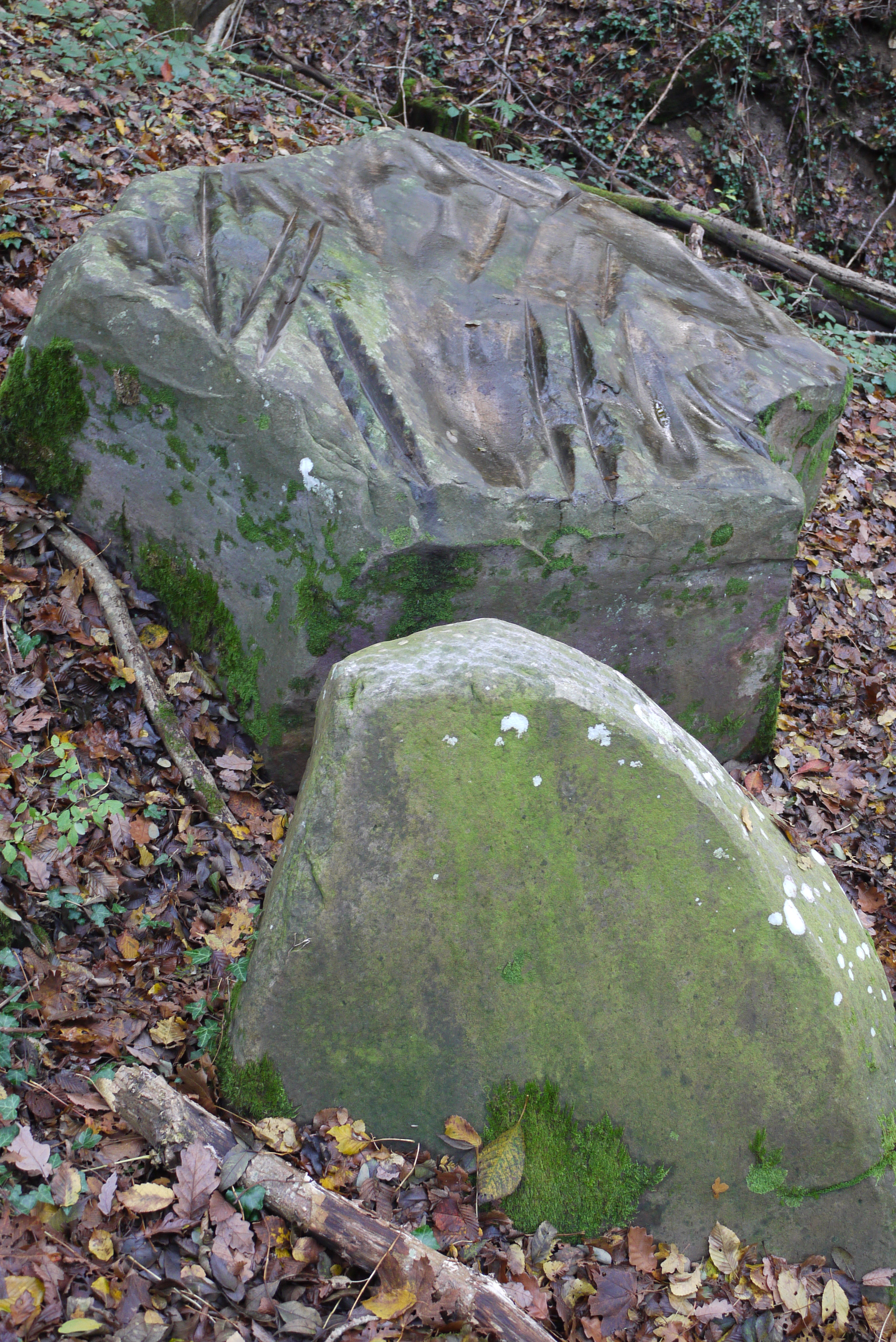
Wetzrillen
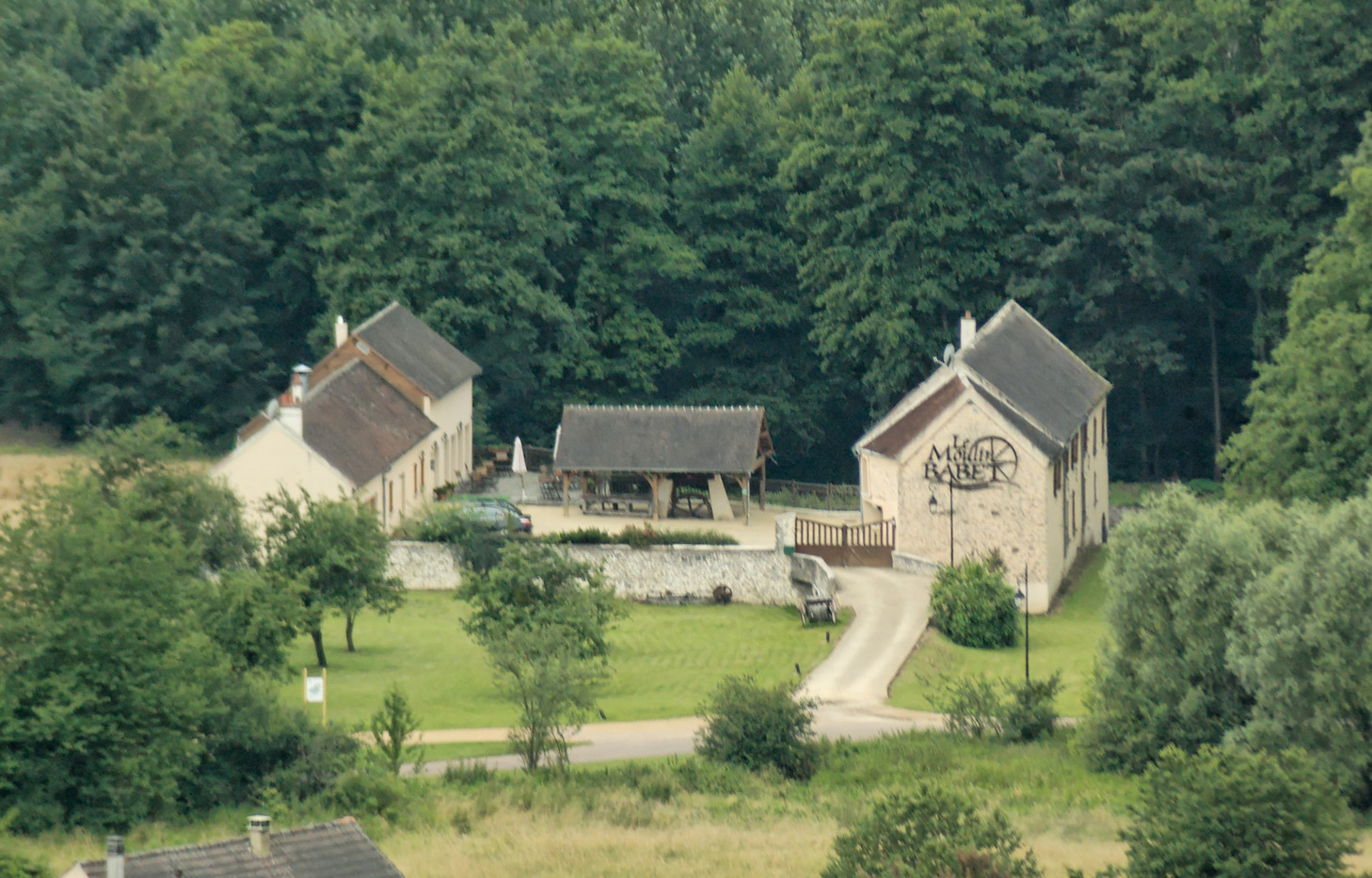
Mühle Babet
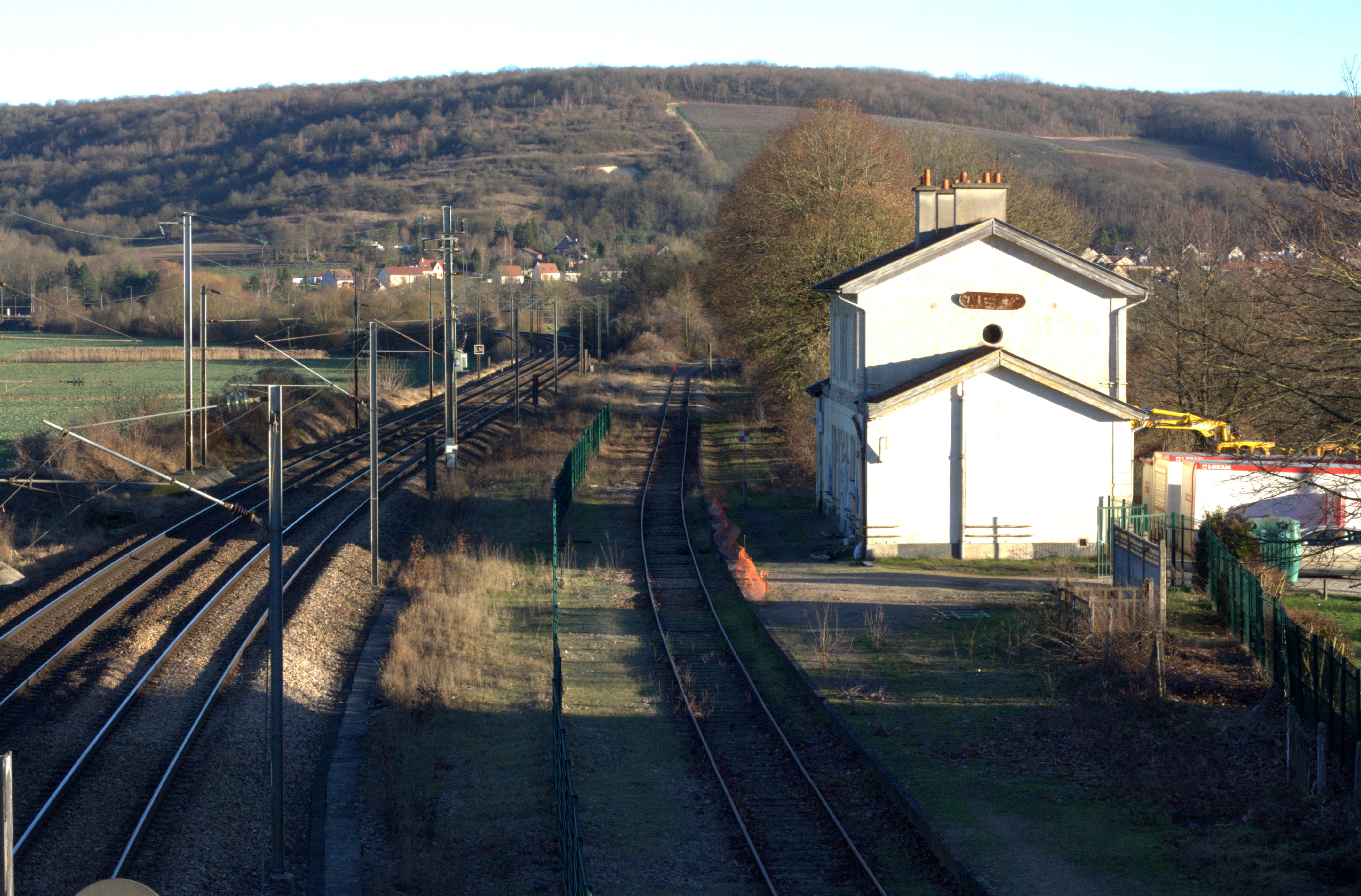
Bahnhof